# Maciej Małachowicz

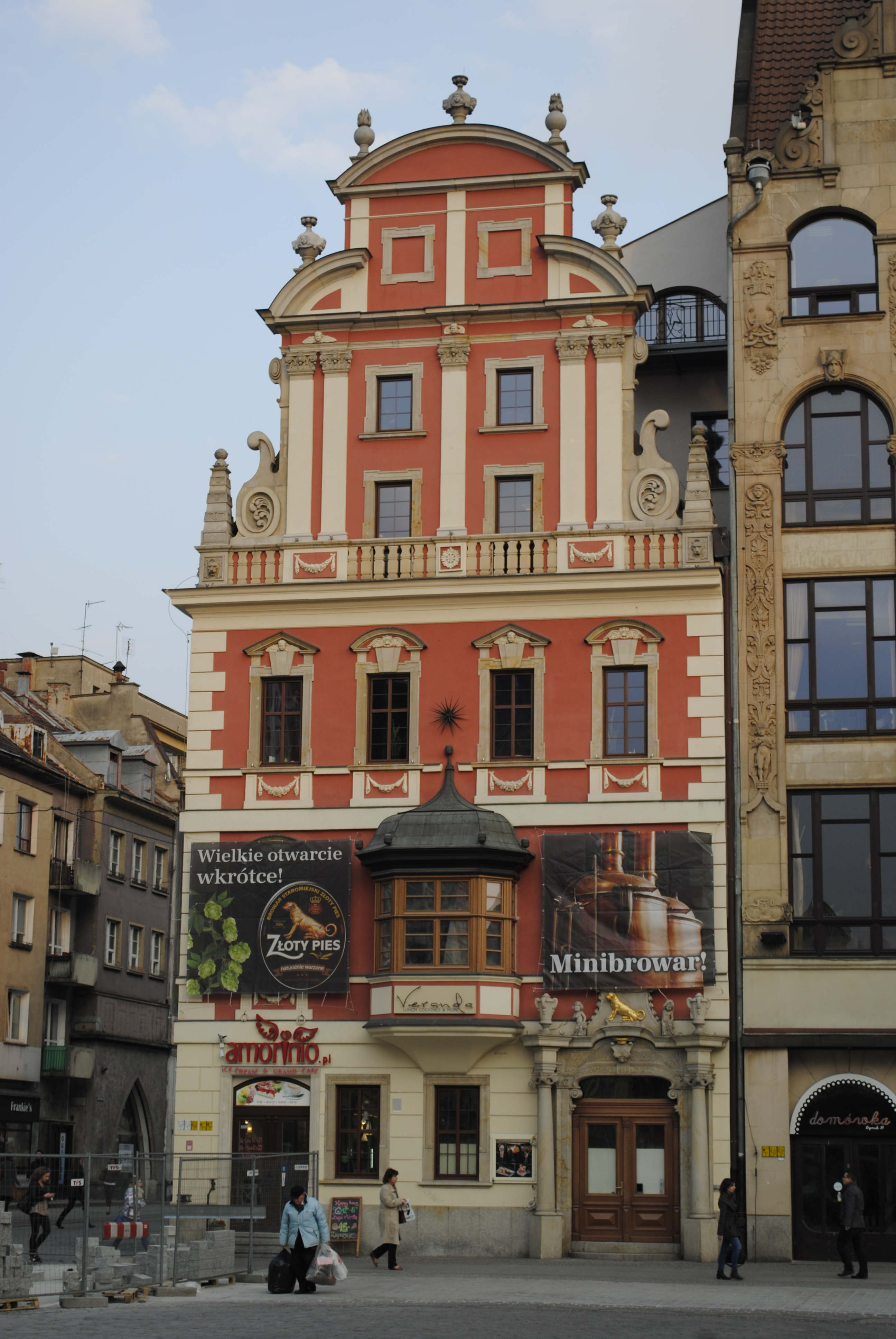
Odbudowana Kamienica Pod Złotym Psem we Wrocławiu

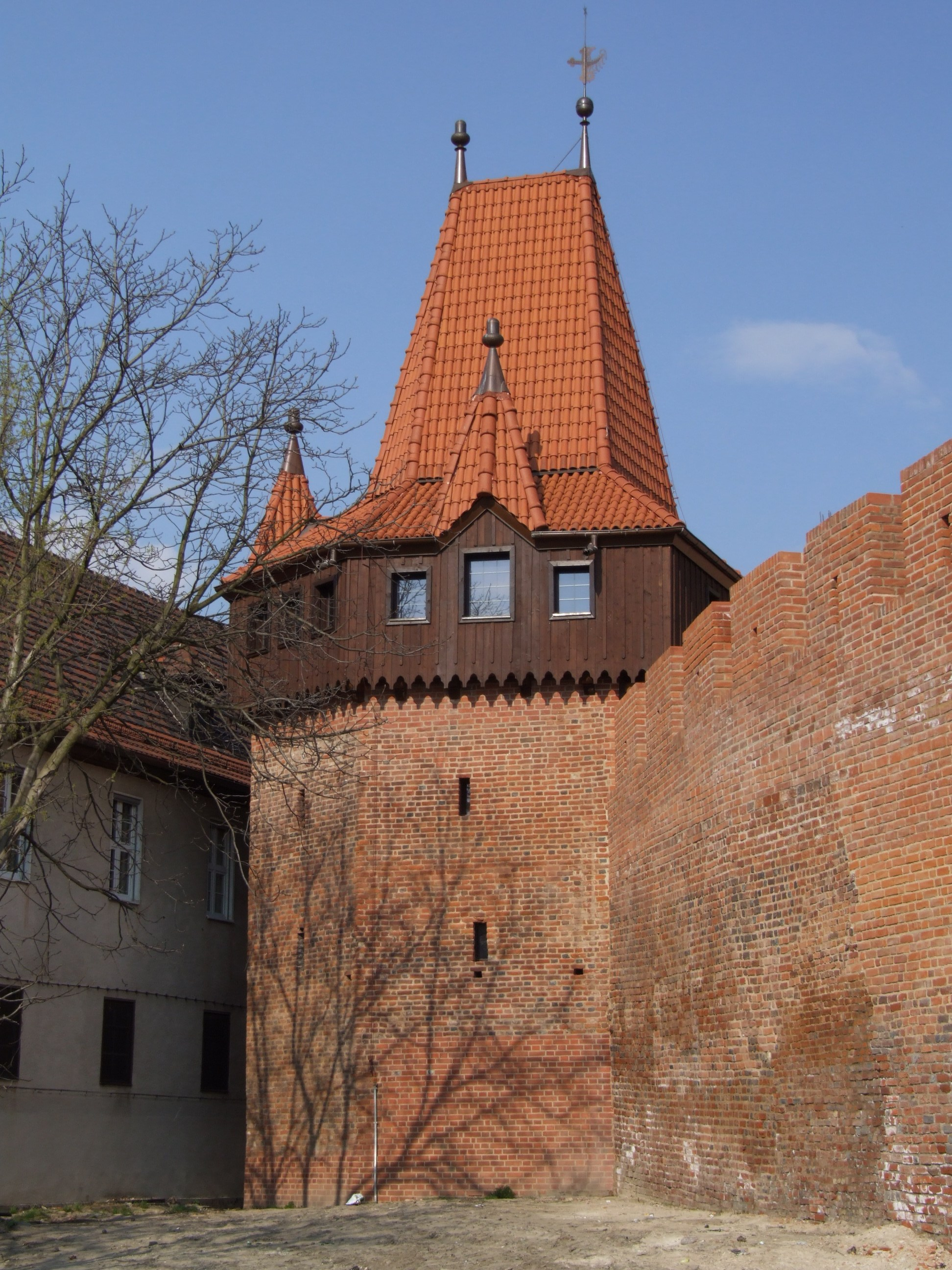
Rewaloryzacja baszty artyleryjskiej św. Barbary w Opolu

Maciej Małachowicz (ur. 15 maja 1953 we Wrocławiu) – polski architekt, badacz architektury i specjalista z zakresu projektowania i ochrony obiektów zabytkowych.

## Życiorys
W 1977 uzyskał dyplom Wydziału Architektury Politechniki Wrocławskiej.
W 1993 uzyskał stopień doktora nauk technicznych na podstawie rozprawy doktorskiej „Twierdza Wrocław z przełomu XIX/XX w. – problemy rozplanowania i architektury obiektów”.
Od 1993 adiunkt na Wydziale Architektury Politechniki Wrocławskiej.
Od 1997 rzeczoznawca Ministra Kultury i Sztuki a od 2010 r. rzeczoznawca Stowarzyszenia Konserwatorów Zabytków.
W 1977 r. rozpoczął pracę w Przedsiębiorstwie Budownictwa Uprzemysłowionego, następnie w Miejskim Biurze Projektów, Autorskich Pracowniach Architektury, i CM sp. z. o.o. oraz w 1993 r. własnej autorskiej pracowni projektowej.
Członek SARP, SKZ, TPF, ICOMOS.
Autor licznych prac badawczych z zakresu historii architektury i ponad 40 artykułów oraz przeszło 250 projektów z zakresu konserwacji i rewaloryzacji zabytkowych zespołów i budowli.

## Główne dzieła
Najważniejsze realizacje konserwatorskie:
- odbudowa kamienicy „Pod Złotym Psem” we Wrocławiu
- północne skrzydło klasztoru Dominikanów we Wrocławiu
- odbudowa kościoła w Wilczkowicach
- odbudowa zespołu śródrynkowego w Lubaniu
- odbudowa wieży mieszkalnej w Biestrzykowie
- rewaloryzacja wieży mieszkalnej w Żelaźnie
- rewaloryzacja Bastionu św. Jadwigi i Fortu Wodnego Twierdzy Nysa
- rewaloryzacja Bramy Orła na Twierdzy Srebrnogórskiej
- rewaloryzacja murów obronnych z basztą św. Barbary w Opolu
- rewaloryzacja zespołu d. Orphanotropheum we Wrocławiu

Zrealizowane projekty uzyskały m.in.: nagrodę Ministra Gospodarki Przestrzennej i Budownictwa, wyróżnienie za najładniejszy budynek plombowy we Wrocławiu, nagrodę dla najlepszego inwestora, nagrodę „Perła Nysy”, nagrodę „Opolskie Euro”.